# Carinthian Tech Research
Die Carinthian Tech Research (CTR) mit Sitz in Villach war das größte außeruniversitäre Forschungszentrum Kärntens. Schwerpunkte waren Intelligente Sensorik und Systemintegration. Die Firma wurde im Juni 2019 in die Silicon Austria Labs GmbH integriert, in der die Aktivitäten weitergeführt werden.

## Geschichte
Die Carinthian Tech Research wurde 1997 als Verein und dann als GmbH gegründet, als technisches Büro für Elektronik und Mikroelektronik sowie Auftragsforschung und Beratung im Bereich der Sensortechnik. 1998 wurde sie das erste Kplus-Kompetenzzentrum Österreichs, im Forschungsförderungsprogramm des Bundes. September 2001 erfolgte die Umwandlung in eine Aktiengesellschaft. 2003 erfolgte die Zertifizierung nach ISO 9001/2000. Im Jahr 2007 wurde CTR das COMET K1 Kompetenzzentrum für Intelligente Sensorik (Competence Centre for Advanced Sensor Technologies). 2009 hatte die CTR schon 40 Mitarbeiter, 2013 umfasste die Belegschaft 55 Mitarbeiter und 14 Dissertanten.
2015 konnte das ASSIC Austrian Smart Systems Integration Research Center ebenfalls als COMET K1-Zentrum positioniert werden. 2015 erfolgte die Inbetriebnahme zweier Reinräume (Klasse ISO 5, Klasse ISO8), mit Fokussierung auf Aufbau und Verbindungstechnik sowie Mikrosystemtechnik. Als Beitrag des Bundeslandes Kärnten zur Gründung eines österreichweiten Forschungszentrums zu Mikroelektronik wurde im Jahr 2019 die CTR in die Silicon Austria Labs GmbH integriert.

## Organisation
Die Aktionäre der Aktiengesellschaft waren das Land Kärnten (über die BABEG) als Mehrheitseigentümer (70 %), sowie die Stadt Villach (10 %), die Fraunhofer-Gesellschaft (10 %) und die Industriellenvereinigung Kärnten (10 %).
Geschäftsführender Vorstand war bis zur Auflösung der Firma Werner Scherf. Finanzvorstand war Simon Grasser.

### Finanzierung
Im Jahr 2015 erwirtschaftete die CTR 7,2 Mio. Euro, davon waren 6,2 Mio. Euro projektbezogene Eigenfinanzierung, dazu kam eine Basisfinanzierung durch das Land Kärnten und die Stadt Villach, sowie durch BMVIT, BMWFJ und das Land Steiermark Insgesamt flossen bis 2014 28 Mio. Euro COMET-Fördergelder durch die Forschungsförderungsgesellschaft (FFG). ASSIC wird bis 2018 mit 18,4 Mio. Euro gefördert.

### Kooperationen
Enge Zusammenarbeit besteht seit vielen Jahren mit dem Fraunhofer-Institut für Mikroelektronische Schaltungen und Systeme (IMS) in Dresden.
Zum wissenschaftliches Netzwerk gehören die Albert-Ludwigs-Universität Freiburg, die Alpen-Adria-Universität Klagenfurt, die Technische Universität Delft, die Johannes Kepler Universität Linz, die École polytechnique fédérale de Lausanne (EPFL), die TU Wien und die Fachhochschule Kärnten.
Die CTR ist zudem mit den der Europäischen Technologienplattformen EPoSS und ECSEL vernetzt.

## Tätigkeit und Arbeitsfelder
Die Forschungsbereiche der CTR umfassen:
- Microsystem Technologies
- Heterogeneous Integration Technologies
- Photonic Systems
- Smart Systems

Die technologischen Schwerpunkte liegen in den Bereichen:
- Optische Systeme (spektrale Bildverarbeitung, optische Prozess- und Qualitätskontrolle, Laserentwicklung, Terahertzstrahlung, Raman-Spektroskopie)
- SAW-Sensorsysteme (Sensorsystementwicklung basierend auf Akustischen Oberflächenwellen [surface acoustic wave, SAW], RFID-Technologie)
- Photonische Mikrosysteme (Micro-Electro-Mechanical System [MEMS], Micro-Opto-Electromechanical Systems [MOEMS])
- Energietechnik (Photovoltaik – Analysen, Prüfstände, Simulationen)
- Aufbau- und Verbindungstechnologien
- Multiphysikalische Simulationen (CFD, FEM, Optische, thermische, elektronische Simulation, MEMS, Simulation & Design)

Neben der Forschung und Entwicklung werden Expertisen und Machbarkeitsstudien im Bereich Systemlösungen und Technologietransfer sowie Messungen, Laboranalysen und Simulationen erstellt.
Die CTR hat mittlerweile über 80 Patente angemeldet. Aufsehen erlangte die CTR weltweit mit der Entwicklung der weltweit ersten Laserzündkerze im Miniaturformat für Automotoren, zusammen mit AVL List (2004).

## Auszeichnungen
- 2003 Sieger des „Phönix“-Innovationspreises[9]
- 2012 Energy Globe Award – Kärnten (ein Programm der UNO),[13] für das K-Projekt IPOT – kooperative Photovoltaik-Forschung, um mehr Strom aus der Sonne zu holen[14]
- 2014 PCB Design Award[9]